# Concerto per violino in la minore (Bach)
Il concerto per violino, archi e basso continuo in la minore (BWV 1041) è stato composto da Johann Sebastian Bach intorno al 1730.

## Struttura
Il concerto si articola in tre movimenti:
1. Allegro moderato
2. Andante
3. Allegro assai

I motivi del tema dell'allegro moderato appaiono in combinazioni mutevoli e si separano, intensificandosi, lungo la durata del movimento.
Nell'andante Bach adopera un basso ostinato ripetuto continuamente, le variazioni si focalizzano nelle relazioni armoniche.
Nel terzo movimento Bach impiega il bariolage per ottenere un effetto urtante.

## Trascrizioni
Il concerto per clavicembalo in sol minore (BWV 1058) è un arrangiamento di questo concerto.